# يونايتد هيلث جروب
يونايتد هيلث جروب إنكوربوريتد هي شركة رعاية صحية أمريكية ومقرها في مينيتونكا، مينيسوتا. وتقدم منتجات الرعاية الصحية وخدمات التأمين. وهي أكبر شركة للرعاية الصحية في العالم من حيث الإيرادات، حيث بلغت إيرادات 2018 نحو 226.2 مليار دولار و 115 مليون عميل.
احتلت الشركة المرتبة السادسة على قائمة فورتشن 500 لعام 2019.

## الهيكل التنظيمي
تم إنشاء العلامة التجارية اوبتيم في عام 2011 كعمل في مجال الخدمات الصحية للشركة. و هو ذراع الرعاية الصحية المتحدة الذي يركز على التكنولوجيا.

### الرعاية الصحية المتحدة
تشمل الرعاية الصحية المتحدة أربعة أقسام:
- الرعاية الصحية المتحدة العمل الفردية - توفر خطط المنافع الصحية والخدمات كبيرة الوطنية لأرباب العمل
- الرعاية الصحية المتحدة الرعاية الصحية والتقاعد - يوفر الصحة والرفاهية خدمات للأفراد من سن 50 وما فوق.
- الرعاية الصحية المتحدة المجتمع والدولة يخدم الدولة برامج رعاية المحرومين اقتصاديا، المحرومة من الخدمات الطبية والناس دون الاستفادة من صاحب العمل الممولة من تغطية الرعاية الصحية، في مقابل قسط شهري لكل عضو من برنامج الدولة.
- الرعاية الصحية المتحدة العالمية - يقدم 6.2 مليون شخص مع الفوائد الطبية، يقيمون أساسا في البرازيل، شيلي، كولومبيا وبيرو ولكن أيضا في أكثر من 130 دولة أخرى.

## خطط التأمين الصحي
تقدم الرعاية الصحية المتحدة خطط تأمين جماعية تجارية في جميع أنحاء الولايات المتحدة تحت العديد من أسماء المنتجات ذات العروض المختلفة.
- الرعاية الصحية المتحدة سيللكت هي مؤسسة موفر حصرية (EPO) بدون تغطية لمقدمي خدمات خارج الشبكة [9]
- الرعاية الصحية المتحدة سيللكت بلس هي منظمة موفر مفضلة (PPO).
- تعمل الرعاية الصحية المتحدة شوس كخطة HMO مع الوصول إلى المتخصصين، حين أن الرعاية الصحية المتحدة شوس بلس هي HMO التي تتيح تغطية خارج الشبكة.
- الرعاية الصحية المتحدة انتقل، الميثاق، والبوصلة تحتاج إلى طبيب الرعاية الأولية الإحالة إلى طبيب مختص [8] معنى أن تكون أكثر تقييدا الرعاية المدارة خطط مماثلة ل نقطة خطط الخدمة .

## روابط خارجية
- الموقع الرسمي